# Schaager Mühle

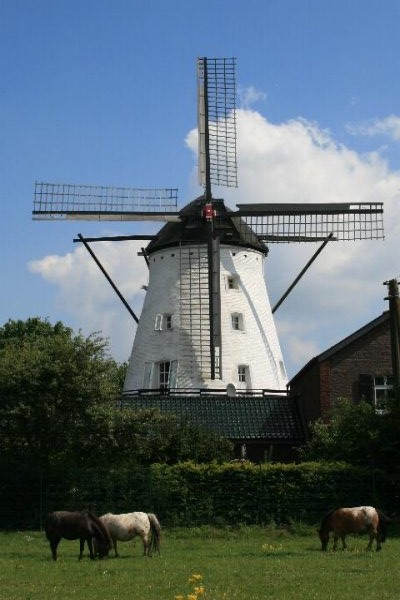
Schaager Windmühle

De Schaager Mühle is een windmolen te Schaag, gelegen aan Bruckrath.
De molen is een ronde stenen molen van het type stellingmolen en ze was in gebruik als korenmolen.

## Geschiedenis
De molen werd gebouwd in 1801 door de koopmansfamilie Moubis en het was een van de eerste vrije molens, dus geen banmolen. Dit werd mogelijk gemaakt door nieuwe wetgeving in de Napoleontische tijd. Het was een der grootste windmolens van de regio. In 1919 werd het wiekenkruis verwijderd.
In 1985 werd de molen gekocht door koopman Ernst Grundmann en deze restaureerde het buitenwerk (kruiwerk, wiekenkruis, stelling en kap), een werk dat in 1987 was voltooid. In 1995 kwam er een nieuwe eigenaar die de molen als woonhuis benutte.